# Hobart City
Koordinaten: 42° 53′ S, 147° 19′ O

Die City of Hobart ist ein lokales Verwaltungsgebiet (LGA) im australischen Bundesstaat Tasmanien. Das Gebiet ist 76 km² groß und hat etwa 50.000 Einwohner (2016).
Hobart City liegt im Südosten der Insel und ist eine von mehreren LGAs der Hauptstadt Hobart. Das Gebiet umfasst 19 Stadtteile: Battery Point, Cascades, Cornelian Bay, Dyynnyrne, Fern Tree, Glebe, Hobart, Lenah Valley, North Hobart, South Hobart, West Hobart, Mount Nelson, Mount Stuart, New Town, Nutgrove, Queens Domain, Ridgeway, Sandy Bay und Lower Sandy Bay. Der Sitz des City Councils befindet sich im Stadtteil Hobart im Osten der LGA, wo etwa 2300 Einwohner leben (2016).

## Verwaltung
Der Hobart City Council hat zwölf Mitglieder. Der Mayor (Bürgermeister), sein Deputy (Stellvertreter) und zehn Aldermen werden direkt von den Bewohnern der LGA gewählt. Hobart ist nicht in Bezirke untergliedert.